# Grand Prix de Chambéry 2022
La 19e édition du Grand Prix de Chambéry a eu lieu le 17 avril 2022. La course fait partie du calendrier international féminin UCI 2022 en catégorie 1.1. Elle est remportée par l'Australienne Brodie Chapman.

## Récit de course
En début de deuxième tour, Cristina Tonetti, Nathalie Eklund et Antri Christoforou attaquent. Nathalie Eklund est ensuite distancée. Dans la descente, Antri Christoforou sort de la route, mais revient par la suite. Elles ont une avance d'une quarantaine de secondes. À soixante-et-onze kilomètres de l'arrivée, Francesca Pisciali et Andrea Ramirez partent en contre. L'écart avec tête de course culmine à deux minutes dix. Pisciali et Ramirez sont reprises par le peloton. Ce dernier accélère et est réduit à sa plus simple expression. À une cinquantaine de kilomètres de l'arrivée, les coureuses suivantes se détachent Jade Wiel, Nadine Gill, Greta Marturano, Natalie Grinczer, Annabel Fisher et Ricarda Bauernfeind. Victorie Guilman et  Brodie Chapman rentrent sur la tête de course puis lâchent les deux autres à douze kilomètres de l'arrivée. Brodie Chapman s'impose après que Victorie Guilman soit victime d'un incident mécanique aux cinq cents mètres.

## Classements

### Classement final
| \| Classement général \| Classement général \| Classement général \| Classement général \| Classement général \| \| Coureuse \| Coureuse \| Pays \| Équipe \| Temps \| \| ------------------ \| -------------------- \| ------------------ \| ---------------------------------- \| ------------------ \| \| 1re \| Brodie Chapman \| Australie \| FDJ-Nouvelle Aquitaine-Futuroscope \| 3 h 20 min 37 s \| \| 2e \| Victorie Guilman \| France \| FDJ-Nouvelle Aquitaine-Futuroscope \| + 27 s \| \| 3e \| Cristina Tonetti \| Italie \| Top Girls Fassa Bortolo \| + 49 s \| \| 4e \| Ricarda Bauernfeind \| Allemagne \| Canyon//SRAM Generation \| + 2 min 41 s \| \| 5e \| Jade Wiel \| France \| FDJ-Nouvelle Aquitaine-Futuroscope \| + 2 min 41 s \| \| 6e \| Greta Marturano \| Italie \| Top Girls Fassa Bortolo \| + 2 min 41 s \| \| 7e \| Natalie Grinczer \| Royaume-Uni \| Stade Rochelais Charente-Maritime \| + 2 min 41 s \| \| 8e \| Nadine Michaela Gill \| Allemagne \| Sopela Women's Team \| + 2 min 43 s \| \| 9e \| Évita Muzic \| France \| FDJ-Nouvelle Aquitaine-Futuroscope \| + 2 min 50 s \| \| 10e \| Annabel Fisher \| Royaume-Uni \| Chambéry Cyclisme Compétition \| + 3 min 04 s \| |                      |             |                                    |                 |
| |                      |             |                                    |                 |
| Source : ProCyclingStats |                      |             |                                    |                 |
| Classement général |                      |             |                                    |                 |
| Coureuse | Coureuse             | Pays        | Équipe                             | Temps           |
| 1re | Brodie Chapman       | Australie   | FDJ-Nouvelle Aquitaine-Futuroscope | 3 h 20 min 37 s |
| 2e | Victorie Guilman     | France      | FDJ-Nouvelle Aquitaine-Futuroscope | + 27 s          |
| 3e | Cristina Tonetti     | Italie      | Top Girls Fassa Bortolo            | + 49 s          |
| 4e | Ricarda Bauernfeind  | Allemagne   | Canyon//SRAM Generation            | + 2 min 41 s    |
| 5e | Jade Wiel            | France      | FDJ-Nouvelle Aquitaine-Futuroscope | + 2 min 41 s    |
| 6e | Greta Marturano      | Italie      | Top Girls Fassa Bortolo            | + 2 min 41 s    |
| 7e | Natalie Grinczer     | Royaume-Uni | Stade Rochelais Charente-Maritime  | + 2 min 41 s    |
| 8e | Nadine Michaela Gill | Allemagne   | Sopela Women's Team                | + 2 min 43 s    |
| 9e | Évita Muzic          | France      | FDJ-Nouvelle Aquitaine-Futuroscope | + 2 min 50 s    |
| 10e | Annabel Fisher       | Royaume-Uni | Chambéry Cyclisme Compétition      | + 3 min 04 s    |

### Points UCI
| Position           | 1er | 2e | 3e | 4e | 5e | 6e | 7e | 8e | 9e | 10e | 11e | 12e | 13e à 15e | 16e à 25e |
| Classement général | 125 | 85 | 70 | 60 | 50 | 40 | 35 | 30 | 25 | 20  | 15  | 10  | 5         | 3         |